# Aeródromo de Gavião Peixoto
El Aeródromo de Gavião Peixoto (Código IATA: No disponible /Código OACI:SBGP) es un aeródromo situado en las cercanías de la ciudad de Gavião Peixoto, en el estado brasileño de São Paulo. Es propiedad de Embraer y es utilizado para las pruebas de vuelo y certificación de las aeronaves producidas por la empresa. La pista del aeródromo es la más larga del continente americano con 5000 metros de longitud por 45 metros de ancho.

## Aerolíneas y destinos
Actualmente no se operan vuelos regulares en el aeropuerto.

## Acceso
El aeropuerto se encuentra a 18 km del centro de Gavião Peixoto y a 42 km del centro de Araraquara.